# Communauté d'agglomération de la vallée de Montmorency
La communauté d'agglomération de la vallée de Montmorency, CAVAM, est une ancienne communauté d'agglomération française, située dans le département du Val-d'Oise et la région Île-de-France.

## Historique
L'intercommunalité a été créée par un arrêté préfectoral du 26 décembre 2001.
Conformément aux dispositions de la loi du 16 décembre 2010 portant réforme des collectivités territoriales, la commune d'Enghien-les-Bains a adhéré à la CAVAM le 1er janvier 2014,.
Elle fusionne au 1er janvier 2016 avec la communauté de communes de l'Ouest de la Plaine de France pour former la communauté d'agglomération Plaine Vallée, qui comprend également les communes de Montlignon et Saint-Prix.

## Territoire communautaire

### Géographie
La CAVAM ne concerne qu'une partie de la région naturelle dite de la vallée de Montmorency, dépourvue de cours d'eau malgré son nom. La vallée dans son ensemble s'étend du nord au sud entre la forêt de Montmorency et la butte de Cormeilles, et d'est en ouest du Lac d'Enghien à la vallée de l'Oise. Elle compte près de 300 000 habitants.
Si sa population est plutôt aisée, le territoire de la CAVAM manque d'emplois : 80 % des actifs domiciliés dans la CAVAM travaillent hors de son territoire. De ce fait, la richesse fiscale est avant basée sur les trois impôts directs locaux payés par les ménages, et les capacités financières de la communauté, financée par la taxe professionnelle unique, sont particulièrement faibles.

### Communes membres
Depuis le 1er janvier 2014, la communauté d'agglomération de la vallée de Montmorency regroupe 9 communes :
| Nom                            | Code Insee | Gentilé        | Superficie (km2) | Population (dernière pop. légale) | Densité (hab./km2) |
| ------------------------------ | ---------- | -------------- | ---------------- | --------------------------------- | ------------------ |
| Soisy-sous-Montmorency (siège) | 95598      | Soiséens       | 3,98             | 18 092 (2014)                     | 4 546              |
| Andilly                        | 95014      | Andillois      | 2,70             | 2 539 (2014)                      | 940                |
| Deuil-la-Barre                 | 95197      | Deuillois      | 3,76             | 21 963 (2014)                     | 5 841              |
| Enghien-les-Bains              | 95210      | Enghiennois    | 1,77             | 11 188 (2014)                     | 6 321              |
| Groslay                        | 95288      | Groslaisiens   | 2,95             | 8 654 (2014)                      | 2 934              |
| Margency                       | 95369      | Margencéens    | 0,72             | 2 914 (2014)                      | 4 047              |
| Montmagny                      | 95427      | Magnymontois   | 2,91             | 13 757 (2014)                     | 4 727              |
| Montmorency                    | 95428      | Montmorencéens | 5,37             | 20 866 (2014)                     | 3 886              |
| Saint-Gratien                  | 95555      | Gratiennois    | 2,42             | 20 996 (2014)                     | 8 676              |

## Fonctionnement

### Siège
La communauté d'agglomération avait son siège à Soisy-sous-Montmorency, 1 rue de l'Égalité.

### Élus
La Communauté d'agglomération est administrée par son Conseil communautaire, composé de conseillers communautaires, qui sont des conseillers municipaux  représentant chaque commune membre, à raison, pour la mandature 2014-2020, de :

- 3 délégués pour Andilly et Margency ;

- 4 délégués pour Groslay ;

- 5 délégués pour Enghien-les-Bains et Montmagny ;

- 6 délégués pous Soisy-sous-Montmorency ;

- 7 délégués pour Deuil-la-Barre, Montmorency et Saint-Gratien.
Le conseil communautaire du 16 avril 2014 a réélu son président, Luc Strehaiano, maire de Soisy-sous-Montmorency , et désigné la vice-présidente déléguée, Jacqueline Eustache-Brinio, maire de Saint Gratien ainsi que ses 7 vice-présidents, qui sont : 

1. Joël Boutier, maire de Groslay ;
2. Daniel Fargeot , maire d'Andilly ;
3. Patrick Floquet, maire de Montmagny ;
4. Philippe Sueur, maire d'Enghien-les-Bains ;
5. Muriel Scolan, maire de Deuil-la-Barre ;
6. Michèle Berthy, maire de Montmorency ;
7. Christian Renault, maire de Margency[5].

### Liste des présidents
| Période                                  | Période | Identité       | Étiquette | Qualité |
| ---------------------------------------- | ------- | -------------- | --------- | --- |
| Les données manquantes sont à compléter. |         |                |           | |
| 2008                                     | 2015    | Luc Strehaiano | UMP       | Maire de Soisy-sous-Montmorency (→ ) Conseiller général de Soisy-sous-Montmorency (2001 → 2015) Conseiller départemental de Montmorency (2015 → ) président de la Commission nationale de vidéosurveillance (2002 → ) Réélu pour le mandat 2014-2020 |

### Compétences
La communauté d'agglomération exerce les compétences qui lui ont été transférées par les communes membres, dans le cadre des dispositions du code général des collectivités territoriales. Il s'agit de : 
- la politique de développement économique
- l’aménagement de l’espace communautaire
- les transports urbains à la personne
- l’équilibre social de l’habitat
- Politique de la ville
- la voirie et les parcs de stationnement
- l'assainissement collectif et non collectif
- la protection et la mise en valeur de l’environnement et du cadre de vie
- Contribution à la programmation de spectacles et de manifestations culturelles et sportives d’intérêt communautaire
- Soutien à l’enseignement artistique spécialisé (musique, danse, théâtre...)
- Étude, réalisation, gestion et maintenance d’un réseau informatique des bibliothèques du territoire
- Création, aménagement, entretien et gestion d’un centre nautique intercommunal

### Organismes de regroupement
Dans le cadre de ses compétences, la CAVAM est membre de  plusieurs organismes intercommunaux ou établissements publics : 
- Le syndicat EMERAUDE pour les ordures ménagères ;
- Le SIEREIG pour le réseau de bus Valmy ;
- Le SIARE et le SIAH pour l’assainissement (depuis janvier 2006) ;
- Établissement public d'aménagement de la Plaine de France, pour le Parc technologique de Montmagny et la Butte-Pinson ;
- Paris Métropole, syndicat mixte d'études
- L’Entente Nord Métropolitaine
- Le Comité d’expansion économique du Val-d’Oise (CEEVO)
- L’établissement public foncier du Val-d’Oise (EPFO)
- La commission locale de l’eau pour le Schéma d'aménagement et de gestion des eaux (SAGE) du Croult[9]

### Budget et fiscalité
La communauté a décidé de se doter d'une taxe professionnelle unique (au taux unifié en 2007 de 18,97 %) qui se substitue aux taxes professionnelles de chacune des villes.
En 2007, la CAVAM a un budget de 28 880 000 € en fonctionnement et 10 189 500 € en investissement. 8,2 millions d'euros proviennent de la taxe professionnelle et 3,8 millions de la dotation de compensation de la taxe professionnelle et 6 millions de la dotation globale de fonctionnement. Par ailleurs, la taxe d'enlèvement des ordures ménagères, qui finance à 100 % ce service, s'élève à 6 millions.

## Réalisations et projets

### La politique de sécurité
La communauté a décidé de déployer un réseau de vidéosurveillance sur l'ensemble du territoire communautaire. Celui-ci comprendra un ensemble de 94 caméras et un centre d'exploitation implanté dans les locaux du commissariat de police nationale de Montmorency. 9,2 millions d'euros ont été consacrés à ce programme en 2006, qui sera mis en service  courant 2007.
Les polices municipales ont été transférées à la CAVAM, qui compte en 2007 58 policiers intercommunaux, 18 agents de surveillance de la voie publique, 5 secrétaires administratives, et quatorze opérateurs affectés à l'exploitation de la vidéosurveillance.
Selon Luc Strehaiano, la CAVAM a fait le choix de s'équiper d'un outil de vidéosurveillance plutôt que de multiplier les effectifs de la police municipale par deux, préférant investir dans la technologie plutôt que d'investir dans l'Homme.

### Projet de territoire
Avant de s'engager dans l'élaboration d'un SCoT, la communauté a décidé d'élaborer un projet de territoire intercommunal, qui a été transmis à la Région d'Île-de-France pour servir de contribution à l'élaboration du SDRIF. Il est structuré autour des compétences communautaires, analyse les dysfonctionnements et les atouts de la vallée de Montmorency, et propose des orientations stratégiques à long terme.

### L'habitat et le logement
La CAVAM a approuvé son programme local de l'habitat intercommunal (PLH) le 4 octobre 2006 pour une durée de 6 ans. Dans ce cadre doivent être construits 253 logements privés et 127 logements sociaux par an, ainsi de la réhabilitation de 68 logements transformés en logements sociaux pendant la période de mise en œuvre. 
L'amélioration des conditions d'accueil des personnes à faible revenus, la lutte contre l'habitat dégradé, l'amélioration des conditions d'habitat des 400 "gens du voyages" sédentarisés sur le territoire et le respect de l'environnement sont également des axes d'actions de ce PLH.
La CAVAM prévoit de dégager pour la mise en œuvre de ces actions un budget de 1 million d'euros par an.

### Développement économique
Afin de développer l'activité économique sur son territoire, la CAVAM s'est engagée dans un programme de création de zones d'activité (notamment à Groslay, Andilly et Soisy-sous-Montmorency, ou de restructuration de zones anciennes, telles que les 10 hectares du Parc technologique de Saint-Leu à Montmagny (Val-d'Oise, situé à proximité immédiate de la gare d'Épinay-Villetaneuse et du campus de Villetaneuse de l'université de Paris XIII.

### Transports, déplacements
Depuis 2002, la CAVAM siège au SIEREG et assure le financement du déficit des lignes du réseau de bus VALMY (765 mille euros en 2005) ainsi que des lignes Valmy et RATP desservant Montmagny et Deuil-la-Barre (190 mille euros en 2005). 
La CAVAM gère les parkings relais existant près des gares : Épinay - Villetaneuse, La Barre - Ormesson, Champ de courses d'Enghien, Saint-Gratien, Deuil - Montmagny.
Un parc de stationnement souterrain est envisagé Place de l'Europe à Montmorency, près de la Gare d'Enghien-les-Bains et des services publics. Par ailleurs, la CAVAM crée des circulations douces et des pistes cyclables.

### Création d'un centre nautique
La procédure de nomination de l'architecte du futur centre nautique, qui comprendra 3 bassins (un bassin de compétition de 25 m. à 8 couloirs, un bassin de perfectionnement et un d'initiation et un « espace forme ». Il sera réalisé en limite d'Andilly et de Soisy-sous-Montmorency, est lancée en 2007. Le coût du bâtiment est évalué à 11,5 millions d'euros, et sera notamment financé dans le cadre d'un contrat de territoire passé avec l'État, le département et la région.
La mise en service de l'équipement est escompté fin 2009.

### Assainissement
Les programmes annuels de travaux d'assainissement ont pour objectif d'améliorer le fonctionnement des réseaux et de limiter les rejets polluants au milieu naturel, en hiérarchisant les priorités par bassins versants.
Le remplacement de l'assainissement unitaire de certains secteurs par un assainissement séparatif, la correction des inversions de branchements privatifs (rejet d'eaux pluviales dans les canalisations d'eaux usées ou rejet d'eaux usées dans les canalisations d'eaux pluviales) et la réduction des infiltrations d'eaux claires parasites dans les canalisations d'eaux usées, constituent les principales orientations de la gestion de l'assainissement communautaire.